# Добровольская (деревня)
Доброво́льская — деревня в Комаричском районе Брянской области. Входит в состав Аркинского сельского поселения.

## История
Решением Брянского сельского облисполкома от 8 сентября 1964 года деревня Загрядское и посёлок Добровольский объединены в одну деревню Добровольскую.

## Население
| 2010 | 2013 |
| ---- | ---- |
| 275  | ↘274 |

## Улицы
В деревне имеются две улицы: Загрядская и Садовая.